# Кубок Азії з футболу 2004
Кубок Азії 2004 — футбольний турнір серед азійських збірних. Тринадцятий за ліком Кубок Азії. Фінальний етап проходив в чотирьох містах Китаю з 17 липня по 7 серпня 2004 року. Трофей втретє в своїй історії і вдруге поспіль завоювала збірна Японії, яка у фіналі з рахунком 3:1 здолала господарів змагання збірну Китаю.
Вперше турнір був розширений до 16 команд, які були поділені на чотири групи.

## Стадіони
| Пекін             | Чунцін                        | Цзінань                   | Ченду             |
| «Пролетар»        | Олімпійський спортивний центр | Стадіон провінції Шаньдун | «Лунцюаньї»       |
| Місткість: 66,161 | Місткість: 58,680             | Місткість: 43,700         | Місткість: 27,333 |
|                   |                               |                           |                   |

## Фінальний турнір
Час усіх матчів зазначений за Китайським часом (UTC+8)

## Корзини
Усі кваліфіковані збірні перед жеребкуванням були подіені на чотири корзини.
| Корзина A                                                                     | Корзина B                    | Корзина C                              | Корзина D                                |
| ----------------------------------------------------------------------------- | ---------------------------- | -------------------------------------- | ---------------------------------------- |
| КНР (господар) · Японія (діючий чемпіон) · Південна Корея · Саудівська Аравія | Іран · Ірак · Кувейт · Катар | Індонезія · Таїланд · ОАЕ · Узбекистан | Бахрейн · Йорданія · Оман · Туркменістан |

### Група А
| Збірна    | О | І | В | Н | П | ГЗ | ГП | РГ |
| --------- | - | - | - | - | - | -- | -- | -- |
| КНР       | 7 | 3 | 2 | 1 | 0 | 8  | 2  | +6 |
| Бахрейн   | 5 | 3 | 1 | 2 | 0 | 6  | 4  | +2 |
| Індонезія | 3 | 3 | 1 | 0 | 2 | 3  | 9  | −6 |
| Катар     | 1 | 3 | 0 | 1 | 2 | 2  | 4  | −2 |

| 17 червня 2004 20:00 |

| КНР                                | 2–2      | Бахрейн               |
| ---------------------------------- | -------- | --------------------- |
| Чжен Чжі 58' (пен.) Лі Цзіньюй 66' | Протокол | М. Хубаїл 41' Алі 89' |

| «Пролетар», Пекін Глядачів: 40,000 Арбітр: Субхіддин Мохд Саллех (Малайзія) |

| 18 червня 2004 17:00 |

| Катар          | 1–2      | Індонезія                 |
| -------------- | -------- | ------------------------- |
| М. Мохамед 83' | Протокол | Сударсоно 26' Астаман 48' |

| «Пролетар», Пекін Глядачів: 5,000 Арбітр: Масуд Мораді (Іран) |

| 21 червня 2004 18:30 |

| Бахрейн         | 1–1      | Катар            |
| --------------- | -------- | ---------------- |
| М. Хубаїл 90+1' | Протокол | Різік 59' (пен.) |

| «Пролетар», Пекін Глядачів: 48,000 Арбітр: Тору Камікава (Японія) |

| 21 червня 2004 21:00 |

| Індонезія | 0–5      | КНР                                                  |
| --------- | -------- | ---------------------------------------------------- |
|           | Протокол | Шао Цзяї 25', 66' Хао Хайдун 40' Лі Мін 51' Лі Ї 80' |

| «Пролетар», Пекін Глядачів: 48,000 Арбітр: Талаат Наджм (Ліван) |

| 25 червня 2004 19:00 |

| КНР            | 1–0      | Катар |
| -------------- | -------- | ----- |
| Сюй Юньлун 77' | Протокол |       |

| «Пролетар», Пекін Глядачів: 60,000 Арбітр: Масуд Мораді (Іран) |

| 25 червня 2004 19:00 |

| Бахрейн                        | 3–1      | Індонезія |
| ------------------------------ | -------- | --------- |
| Алі 43' А. Хубаїл 57' Юсеф 82' | Протокол | Айбой 75' |

| Стадіон провінції Шаньдун, Цзінань Глядачів: 20,000 Арбітр: Коффі Коджія (Бенін) |

### Група B
| Збірна         | О | І | В | Н | П | ГЗ | ГП | РГ |
| -------------- | - | - | - | - | - | -- | -- | -- |
| Південна Корея | 7 | 3 | 2 | 1 | 0 | 6  | 0  | +6 |
| Йорданія       | 5 | 3 | 1 | 2 | 0 | 2  | 0  | +2 |
| Кувейт         | 3 | 3 | 1 | 0 | 2 | 3  | 7  | −4 |
| ОАЕ            | 1 | 3 | 0 | 1 | 2 | 1  | 5  | −4 |

| 19 червня 2004 18:30 |

| Південна Корея | 0–0      | Йорданія |
| -------------- | -------- | -------- |
|                | Протокол |          |

| Стадіон провінції Шаньдун, Цзінань Глядачів: 26,000 Арбітр: Шамсул Майдін (Сінгапур) |

| 19 червня 2004 21:00 |

| Кувейт                                    | 3–1      | ОАЕ       |
| ----------------------------------------- | -------- | --------- |
| Б. Абдулла 24' аль-Мутава 39' (пен.), 45' | Протокол | Рашид 47' |

| Стадіон провінції Шаньдун, Цзінань Глядачів: 31,250 Арбітр: Насер аль-Хамдан (Саудівська Аравія) |

| 23 червня 2004 18:30 |

| Йорданія                  | 2–0      | Кувейт |
| ------------------------- | -------- | ------ |
| Саад 90+1' аль-Збун 90+2' | Протокол |        |

| Стадіон провінції Шаньдун, Цзінань Глядачів: 28,000 Арбітр: Лу Цзюнь (Китай) |

| 23 червня 2004 21:00 |

| ОАЕ | 0–2      | Південна Корея                    |
| --- | -------- | --------------------------------- |
|     | Протокол | Лі Дон Гук 41' Ан Джон Хван 90+1' |

| Стадіон провінції Шаньдун, Цзінань Глядачів: 30,000 Арбітр: Равшан Ірматов (Узбекистан) |

| 27 червня 2004 19:00 |

| Йорданія | 0–0      | ОАЕ |
| -------- | -------- | --- |
|          | Протокол |     |

| «Пролетар», Пекін Глядачів: 25,000 Арбітр: Талаат Наджм (Ліван) |

| 27 червня 2004 19:00 |

| Південна Корея                                       | 4–0      | Кувейт |
| ---------------------------------------------------- | -------- | ------ |
| Лі Дон Гук 25', 41' Чха Ду Рі 45+1' Ан Джон Хван 75' | Протокол |        |

| Стадіон провінції Шаньдун, Цзінань Глядачів: 15,000 Арбітр: Шамсул Майдін (Сінгапур) |

### Група С
| Збірна            | О | І | В | Н | П | ГЗ | ГП | РГ |
| ----------------- | - | - | - | - | - | -- | -- | -- |
| Узбекистан        | 9 | 3 | 3 | 0 | 0 | 3  | 0  | +3 |
| Ірак              | 6 | 3 | 2 | 0 | 1 | 5  | 4  | +1 |
| Туркменістан      | 1 | 3 | 0 | 1 | 2 | 4  | 6  | −2 |
| Саудівська Аравія | 1 | 3 | 0 | 1 | 2 | 3  | 5  | −2 |

| 18 червня 2004 18:45 |

| Саудівська Аравія          | 2–2      | Туркменістан                |
| -------------------------- | -------- | --------------------------- |
| аль-Кахтані 9' (пен.), 59' | Протокол | Н. Байрамов 6' Кулієв 90+3' |

| «Лунцюаньї», Ченду Глядачів: 12,400 Арбітр: Чайват Кунсата (Таїланд) |

| 18 червня 2004 21:15 |

| Ірак | 0–1      | Узбекистан  |
| ---- | -------- | ----------- |
|      | Протокол | Касимов 21' |

| «Лунцюаньї», Ченду Глядачів: 12,400 Арбітр: Квон Джонг Чул (Південна Корея) |

| 22 червня 2004 18:30 |

| Туркменістан               | 2–3      | Ірак                                    |
| -------------------------- | -------- | --------------------------------------- |
| В. Байрамов 14' Кулієв 85' | Протокол | Х. М. Мохаммед 12' Фархан 80' Мунір 88' |

| «Лунцюаньї», Ченду Глядачів: 22,000 Арбітр: Саад Каміль аль-Фадхлі (Кувейт) |

| 22 червня 2004 21:00 |

| Узбекистан  | 1–0      | Саудівська Аравія |
| ----------- | -------- | ----------------- |
| Гейнріх 13' | Протокол |                   |

| «Лунцюаньї», Ченду Глядачів: 22,000 Арбітр: Коффі Коджія (Бенін) |

| 26 червня 2004 19:00 |

| Саудівська Аравія | 1–2      | Ірак                 |
| ----------------- | -------- | -------------------- |
| аль-Мунташарі 57' | Протокол | Акрам 51' Махмуд 86' |

| «Лунцюаньї», Ченду Глядачів: 15,000 Арбітр: Квон Джонг Чул (Південна Корея) |

| 26 червня 2004 19:00 |

| Туркменістан | 0–1      | Узбекистан  |
| ------------ | -------- | ----------- |
|              | Протокол | Касимов 58' |

| Олімпійський спортивний центр, Чунцін Глядачів: 34,000 Арбітр: Мохаммед Куса (Сирія) |

### Група D
| Збірна  | О | І | В | Н | П | ГЗ | ГП | РГ |
| ------- | - | - | - | - | - | -- | -- | -- |
| Японія  | 7 | 3 | 2 | 1 | 0 | 5  | 1  | +4 |
| Іран    | 5 | 3 | 1 | 2 | 0 | 5  | 2  | +3 |
| Оман    | 4 | 3 | 1 | 1 | 1 | 4  | 3  | +1 |
| Таїланд | 0 | 3 | 0 | 0 | 3 | 1  | 9  | −8 |

| 20 червня 2004 18:00 |

| Японія       | 1–0      | Оман |
| ------------ | -------- | ---- |
| Накамура 33' | Протокол |      |

| Олімпійський спортивний центр, Чунцін Глядачів: 35,000 Арбітр: Марк Шилд (Австралія) |

| 20 червня 2004 20:30 |

| Іран                                   | 3–0      | Таїланд |
| -------------------------------------- | -------- | ------- |
| Енаяті 71' Некунам 80' Даеї 86' (пен.) | Протокол |         |

| Олімпійський спортивний центр, Чунцін Глядачів: 37,000 Арбітр: Мохаммед Куса (Сирія) |

| 24 червня 2004 18:00 |

| Оман               | 2–2      | Іран                     |
| ------------------ | -------- | ------------------------ |
| аль-Хосні 31', 40' | Протокол | Карімі 61' Носраті 90+4' |

| Олімпійський спортивний центр, Чунцін Глядачів: 35,000 Арбітр: Абдул Рахман аль-Делавар (Бахрейн) |

| 24 червня 2004 20:30 |

| Таїланд       | 1–4      | Японія                                      |
| ------------- | -------- | ------------------------------------------- |
| Суксомкіт 12' | Протокол | Накамура 21' Наказава 57', 87' Фукунісі 68' |

| Олімпійський спортивний центр, Чунцін Глядачів: 45,000 Арбітр: Фарід аль-Марзукі (ОАЕ) |

| 28 червня 2004 18:15 |

| Оман                              | 2–0      | Таїланд |
| --------------------------------- | -------- | ------- |
| Вівачаїчок 15' (аг) аль-Хосні 49' | Протокол |         |

| «Лунцюаньї», Ченду Глядачів: 13,000 Арбітр: Лу Цзюнь (Китай) |

| 28 червня 2004 18:15 |

| Японія | 0–0      | Іран |
| ------ | -------- | ---- |
|        | Протокол |      |

| Олімпійський спортивний центр, Чунцін Глядачів: 52,000 Арбітр: Марк Шилд (Австралія) |

## Плей-оф
|  | Чвертьфінали       | Чвертьфінали       |                  |         | Півфінали   | Півфінали   |  |  | Фінал            | Фінал |
|  |                    |                    |                  |         |             |             |  |  |                  |       |
|  | 30 липня - Пекін   |                    |                  |         |             |             |  |  |                  |       |
|  |                    |                    |                  |         |             |             |  |  |                  |       |
|  | КНР                | 3                  |                  |         |             |             |  |  |                  |       |
|  | КНР                | 3                  | 3 серпня — Пекін |         |             |             |  |  |                  |       |
|  | Ірак               | 0                  |                  |         |             |             |  |  |                  |       |
|  | Ірак               | 0                  | КНР (пен.)       | 1 (4)   |             |             |  |  |                  |       |
|  | 31 липня — Цзінань |                    | КНР (пен.)       | 1 (4)   |             |             |  |  |                  |       |
|  |                    | Іран               | 1 (3)            |         |             |             |  |  |                  |       |
|  | Південна Корея     | Іран               | 1 (3)            | 3       |             |             |  |  |                  |       |
|  | Південна Корея     |                    | 7 серпня — Пекін | 3       |             |             |  |  |                  |       |
|  | Іран               | 4                  |                  |         |             |             |  |  |                  |       |
|  | Іран               | 4                  | КНР              | 1       |             |             |  |  |                  |       |
|  | 30 липня — Ченду   |                    | КНР              | 1       |             |             |  |  |                  |       |
|  |                    | Японія             | 3                |         |             |             |  |  |                  |       |
|  | Узбекистан         | Японія             | 3                | 2 (3)   |             |             |  |  |                  |       |
|  | Узбекистан         | 3 серпня — Цзінань |                  | 2 (3)   |             |             |  |  |                  |       |
|  | Бахрейн (пен.)     | 2 (4)              |                  |         |             |             |  |  |                  |       |
|  | Бахрейн (пен.)     | 2 (4)              | Бахрейн          | 3       | Третє місце | Третє місце |  |  |                  |       |
|  | 31 липня — Чунцін  |                    | Бахрейн          | 3       | Третє місце | Третє місце |  |  |                  |       |
|  |                    | Японія (д.ч.)      | 4                |         |             |             |  |  |                  |       |
|  | Японія (пен.)      | Японія (д.ч.)      | 4                | 1 (4)   | Іран        | 4           |  |  |                  |       |
|  | Японія (пен.)      |                    |                  | 1 (4)   | Іран        | 4           |  |  |                  |       |
|  | Йорданія           | 1 (3)              |                  | Бахрейн | 2           |             |  |  |                  |       |
|  | Йорданія           | 1 (3)              |                  |         | 2           |             |  |  |                  |       |
|  |                    |                    |                  |         |             |             |  |  | 6 серпня — Пекін |       |
|  |                    |                    |                  |         |             |             |  |  |                  |       |

### Чвертьфінали
| 30 червня 2004 18:00 |

| Узбекистан              | 2–2      | Бахрейн            |
| ----------------------- | -------- | ------------------ |
| Гейнріх 60' Шишелов 86' | Протокол | А. Хубаїл 71', 76' |

| «Лунцюаньї», Ченду Глядачів: 18,000 Арбітр: Квон Джонг Чул (Південна Корея) |

|                                                  |     | Пенальті                                |  |
| Федоров · Джепаров · Гейнріх · Бікмаєв · Кошелєв | 3–4 | Алі · Джума · Баба · Фархан · А. Хубаїл |  |

| 30 червня 2004 21:00 |

| КНР                                             | 3–0      | Ірак |
| ----------------------------------------------- | -------- | ---- |
| Хао Хайдун 8' Чжен Чжі 81' (пен.), 90+2' (пен.) | Протокол |      |

| «Пролетар», Пекін Глядачів: 60,000 Арбітр: Шамсул Майдін (Сінгапур) |

| 31 червня 2004 18:00 |

| Японія      | 1–1      | Йорданія    |
| ----------- | -------- | ----------- |
| Судзукі 14' | Протокол | Шелбаєх 11' |

| Олімпійський спортивний центр, Чунцін Глядачів: 52,000 Арбітр: Субхіддин Мохд Саллех (Малайзія) |

|                                                                     |     | Пенальті                                                                 |  |
| Накамура · Алекс · Фукунісі · Наката · Судзукі · Наказава · Міямото | 4–3 | Абу Зема · аль-Авадат · Акел · аль-Шбул · Ібрагім · аль-Збун · Бані Ясін |  |

| 31 червня 2004 21:00 |

| Південна Корея                                  | 3–4      | Іран                                       |
| ----------------------------------------------- | -------- | ------------------------------------------ |
| Соль Гі Хйон 16' Лі Дон Гук 25' Ким Нам Іль 68' | Протокол | Карімі 10', 20', 77' Пак Джин Соп 51' (аг) |

| Стадіон провінції Шаньдун, Цзінань Глядачів: 20,000 Арбітр: Саад Каміль аль-Фадхлі (Кувейт) |

### Півфінали
| 3 серпня 2004 18:00 |

| Бахрейн                             | 3–4      | Японія                                  |
| ----------------------------------- | -------- | --------------------------------------- |
| А. Хубаїл 7', 71' Насер Абдулла 85' | Протокол | Наката 48' Тамада 55', 93' Наказава 90' |

| Стадіон провінції Шаньдун, Цзінань Глядачів: 32,000 Арбітр: Шамсул Майдін (Сінгапур) |

| 3 серпня 2004 21:00 |

| КНР          | 1–1      | Іран      |
| ------------ | -------- | --------- |
| Шао Цзяї 18' | Протокол | Алаві 38' |

| «Пролетар», Пекін Глядачів: 55,000 Арбітр: Талаат Наджм (Ліван) |

|                                                            |     | Пенальті                                            |  |
| Чжен Чжі · Чжао Цзюньчже · Лі Сяопен · Сунь Сян · Шао Цзяї | 4–3 | Даеї · Махдавікія · Некунам · Мобалі · Голмохаммаді |  |

### Матч за 3-є місце
| 6 серпня 2004 20:00 |

| Іран                                       | 4–2      | Бахрейн             |
| ------------------------------------------ | -------- | ------------------- |
| Некунам 9' Карімі 52' Даеї 80' (пен.), 90' | Протокол | Юсеф 48' Фархан 57' |

| «Пролетар», Пекін Глядачів: 10,000 Арбітр: Фарід аль-Марзукі (ОАЕ) |

### Фінал
| 7 серпня 2004 20:00 |

| КНР        | 1–3      | Японія                               |
| ---------- | -------- | ------------------------------------ |
| Лі Мін 31' | Протокол | Фукунісі 22' Наката 65' Тамада 90+1' |

| «Пролетар», Пекін Глядачів: 62,000 Арбітр: Саад Каміль аль-Фадхлі (Кувейт) |

## Нагороди

### Переможець
| Переможець Кубку Азії 2004 |
| -------------------------- |
| Японія Третій титул        |

### Індивідуальні нагороди
| Найкращий гравець | Найкращий бомбардир    | Приз справедливої гри |
| ----------------- | ---------------------- | --------------------- |
| Сюнсуке Накамура  | Аала Хубаїл Алі Карімі | КНР                   |

### Символічна збірна
| Воротар           | Захисники                               | Півзахисники                                        | Нападники                               |
| ----------------- | --------------------------------------- | --------------------------------------------------- | --------------------------------------- |
| Йосікацу Кавагуті | Цунеясу Міямото Юдзі Накадзава Чжен Чжі | Сюнсуке Накамура Шао Цзяї Чжао Цзюньчже Талаль Юсеф | Аала Хубаїл Алі Карімі Мехді Махдавікія |

## Бомбардири
| 5 голів - Аала Хубаїл - Алі Карімі 4 голи - Лі Дон Гук 3 голи - Шао Цзяї - Чжен Чжі - Алі Даеї - Юдзі Наказава - Кейдзі Тамада - Амад аль-Хосні 2 голи - Хусейн Алі - Мохамед Хубаїл - Талал Юсеф - Хао Хайдун - Лі Мін - Джавад Некунам - Такасі Фукунісі - Сюнсуке Накамура - Кодзі Наката - Ан Джон Хван - Бадер аль-Мутава - Яссір аль-Кахтані - Бегенчмухаммет Кулієв - Олександр Гейнріх - Мірджалол Касимов | 1 гол - Салех Фархан - Дуаїдж Насер - Лі Цзіньюй - Лі Ї - Сюй Юньлун - Елі Айбой - Понарйо Астаман - Буді Сударсоно - Мохаммад Алаві - Реза Енаяті - Мохаммад Носраті - Нашат Акрам - Раззак Фархан - Юніс Махмуд - Хавар Мулла Мохаммед - Кусай Мунір - Такаюкі Судзукі - Анас аль-Збун - Халід Саад - Махмуд Шелбаєх - Чха Ду Рі - Соль Гі Хйон - Ким Нам Іль - Башар Абдулла - Маджид Мохамед - Венсам Різік - Хамад аль-Мунташарі - Суті Суксомкіт - Назар Байрамов - Володимир Байрамов - Мохамед Рашид - Володимир Шишелов Автоголи - Пак Джин Соп (1) (Проти Ірану) - Рангсан Вівачаїчок (1) (Проти Оману) |

## Підсумкова таблиця
| Pos               | Збірна            | І | В | Н | П | ГЗ | ГП | РГ | О  |       |
| ----------------- | ----------------- | - | - | - | - | -- | -- | -- | -- | ----- |
| 1                 | Японія            | 6 | 4 | 2 | 0 | 13 | 6  | +7 | 14 | 77.8% |
| 2                 | КНР               | 6 | 3 | 2 | 1 | 13 | 6  | +7 | 11 | 61.1% |
| 3                 | Іран              | 6 | 3 | 3 | 0 | 14 | 8  | +6 | 12 | 66.7% |
| 4                 | Бахрейн           | 6 | 1 | 3 | 2 | 13 | 14 | −1 | 6  | 33.3% |
| Чвертьфіналісти   |                   |   |   |   |   |    |    |    |    |       |
| 5                 | Узбекистан        | 4 | 3 | 1 | 0 | 5  | 2  | +3 | 10 | 83.3% |
| 6                 | Південна Корея    | 4 | 2 | 1 | 1 | 9  | 4  | +5 | 7  | 58.3% |
| 7                 | Йорданія          | 4 | 1 | 3 | 0 | 3  | 1  | +2 | 6  | 50.0% |
| 8                 | Ірак              | 4 | 2 | 0 | 2 | 5  | 7  | −2 | 6  | 50.0% |
| Не вийшли з групи |                   |   |   |   |   |    |    |    |    |       |
| 9                 | Оман              | 3 | 1 | 1 | 1 | 4  | 3  | +1 | 4  | 44.4% |
| 10                | Кувейт            | 3 | 1 | 0 | 2 | 3  | 7  | −4 | 3  | 33.3% |
| 11                | Індонезія         | 3 | 1 | 0 | 2 | 3  | 9  | −6 | 3  | 33.3% |
| 12                | Туркменістан      | 3 | 0 | 1 | 2 | 4  | 6  | −2 | 1  | 11.1% |
| 13                | Саудівська Аравія | 3 | 0 | 1 | 2 | 3  | 5  | −2 | 1  | 11.1% |
| 14                | Катар             | 3 | 0 | 1 | 2 | 2  | 4  | −2 | 1  | 11.1% |
| 15                | ОАЕ               | 3 | 0 | 1 | 2 | 1  | 5  | −4 | 1  | 11.1% |
| 16                | Таїланд           | 3 | 0 | 0 | 3 | 1  | 9  | −8 | 0  | 0.0%  |